# Eueana niveociliaria
Eueana niveociliaria là một loài bướm đêm trong họ Geometridae.